# Eugenia pyxidata
Eugenia pyxidata är en myrtenväxtart som först beskrevs av E.L.Joseph Guého och Andrew John Scott, och fick sitt nu gällande namn av Neil Snow. Eugenia pyxidata ingår i släktet Eugenia och familjen myrtenväxter.
Artens utbredningsområde är Mauritius. Inga underarter finns listade i Catalogue of Life.